# José Richa
José Richa (São Fidélis, 11 de setembro de 1934 — Curitiba, 17 de dezembro de 2003) foi um político brasileiro filiado ao Partido da Social Democracia Brasileira (PSDB).

## Biografia
Filho de Assad Richa e Ana Miguel Richa, ambos imigrantes libaneses, nasceu no estado do Rio de Janeiro, e ainda jovem mudou-se para o Paraná, onde se formou em Odontologia pela Universidade Federal do Paraná, em 1959. Casou-se com Arlete Vilela e tiveram três filhos: José Richa Filho, Adriano Richa e Carlos Alberto Richa, mais conhecido como Beto Richa.
Em 1962, foi eleito deputado federal pelo Partido Democrata Cristão (PDC) e, após o golpe militar de 1964, filiou-se ao Movimento Democrático Brasileiro (MDB), tendo sido um de seus fundadores. Foi reeleito em 1966. Em 1970, foi candidato a senador. Dois anos depois, foi eleito prefeito de Londrina, ficando no cargo entre 1973 e 1977. Em 1978, foi eleito senador da república.
Nas eleições de 1982, Richa foi eleito governador do Paraná. No mandato, desenvolveu projetos sociais, engajando-se também na campanha das eleições Diretas Já para a Presidência da República. 
No início de maio de 1986, afastou-se do governo paranaense para candidatar-se a uma vaga no Senado Federal. Eleito pela segunda vez, deixou o PMDB em 1988 para ser um dos fundadores do Partido da Social Democracia Brasileira (PSDB). Em 1990, concorreu ao governo do Paraná, ficando em 3º lugar. Richa cumpriu mandato no Senado até 1995, quando voltou a dedicar-se às atividades empresariais.
Foi também membro do Conselho de Administração da Itaipu Binacional, vice-presidente, Comitê Mundial da Juventude Democrática Cristã, repórter do Jornal Diário do Paraná (1956-1957), redator-noticiarista da Rádio Colombo, secretário (1956-1957) e presidente (1957-1958), da União Paranaense dos Estudantes, oficial de Gabinete do Governador do Paraná, entre 1961 e 1962, Chefe de Gabinete do Secretário do Interior e Justiça em 1962. Além de diretor superintendente da Planorte - Assessoria e Planejamento e sócio-gerente da Planorte - Distribuidora de Títulos e Valores Mobiliários.

## Condecorações
Entre suas condecorações recebidas estão a Ordem Real Sueca da Estrela Polar, no grau de Grã- Cruz, Governo da Suécia; Ordem do Mérito Judiciário do Trabalho, no grau de Grã-Cruz, Tribunal Superior do Trabalho; Membro Honorário Nacional da Academia Brasileira de Odontologia Militar. Medalha do Mérito Cândido Rondon, Governo de Rondônia; Grande Medalha da Inconfidência, Governo de Minas. Gerais; Membro Honorário Nacional da Academia Brasileira de Odontologia Militar; Reconhecido Maçônico, pela Loja Grande Oriente do Brasil; Ordem do Mérito Judiciário do Trabalho, no grau Grã-Cruz, Tribunal Superior do Trabalho; Ordem Real Sueca da Estrela Polar, no grau Grã-Cruz, Governo da Suécia; Membro Efetivo do Conselho Superior da Academia Brasileira de História; Cidadão Benemérito, São Fidélis, RJ; Grande Medalha da Inconfidência, governo de Minas Gerais; Destaque A Lavoura - 1986, Sociedade Nacional da Agricultura, 04/06/1987; Condecoração da Ordem do Mérito Naval, Ministério da Marinha, em 11/06/1987; Condecoração da Ordem do Mérito Aeronáutico, Ministério da Aeronáutica em 23/10/1987.

## Obras publicadas
- Análise da Economia Cafeeira do País.[1]
- E Agora Brasil? Organizador: José Yunes. São Paulo Ordem dos Advogados do Brasil 1988.[1]
- Estado do Paraná, 1982 democracia e justiça social: diretrizes de governo S.l. PMDB 1982.[1]
- Novo golpe do governo contra as cooperativas. Brasília, Senado Federal, Centro Gráfico, 1982.[1]
- Imposto de renda instrumento de injustiças. Brasília, Senado Federal, Centro Gráfico, 1982.[1]
- Oposição contribui com alternativas. Brasília, Senado Federal, Centro Gráfico, 1982.[1]
- Impunidade generalizada aumenta a criminalidade violenta. Brasília, Senado Federal, Centro Gráfico, 1982.[1]
- Mais um primeiro de maio de desencanto. Brasília, Senado Federal, Centro Gráfico, 1982.[1]
- Pacotinho, instrumento de corrupção eleitoral: vinculação de votos e camisa de força no eleitor : Brasília, Senado Federal, Centro Gráfico, 1982.[1]
- Agricultura, vitima da economia recessiva. Brasília, Senado Federal, Centro Gráfico, 1982.[1]
- Pacote previdenciário, novo golpe do governo contra os trabalhadores. Senado Federal, Centro Gráfico, 1982.[1]
- A Luta pela Amazônia. Brasília, Senado Federal, Centro Gráfico, 1982.[1]
- Resultado da política econômica do governo; brasileiros pagam caro pelo que produzem para que povo Brasília, Senado Federal, Centro Gráfico, 1981.[1]
- Projeto de lei do senado n. 276, de 1981. Brasília, Senado Federal, Centro Gráfico, 1981.[1]
- Desnacionalização da economia, caminho da perda da soberania. Brasília, Senado Federal, Centro Gráfico, 1981.[1]
- Novo cronograma do PIS-PASEP é ilegal. Centro Gráfico, Senado Federal 1981.[1]
- Defesa do professorado traído pelo governo para o terror, impunidade: para o professor vilipendi. Brasília, Senado Federal, Centro Gráfico, 1981.[1]
- Crise da Previdência pacote de punições contra o trabalhador. Brasília, Senado Federal, Centro Gráfico, 1981.[1]
- Importação de algodão foi só para prejudicar agricultores. Brasília, Senado Federal, Centro Gráfico, 1981.[1]
- Pagar para ver. Brasília, Senado Federal, Centro Gráfico, 1981.[1]
- Em defesa do algodão. Brasília, Senado Federal, Centro Gráfico, 1981.[1]
- Itaipu prejuízo nacional. Brasília, Senado Federal, Centro Gráfico, 1981.[1]
- Reivindicações da cafeicultura são apenas para que não morra. Brasília, Senado Federal, Centro Gráfico, 1981.[1]
- Exportar mais? crédito-prêmio para as multinacionais : confisco cambial e imposto de exportação p Brasília Senado Federal, Centro Gráfico, 1981.[1]
- Contra a entrega do xisto as multinacionais. Brasília, Senado Federal, Centro Gráfico, 1981.[1]
- IBC derruba preços do café III encontro nacional do café. Brasília, Senado Federal, Centro Gráfico, 1981.[1]
- O outro lado do problema, o aspecto social: fuzis, a melhor maneira de calar os colonos. Brasília Senado Federal, Centro Gráfico, 1981.[1]
- Apoio a suinocultura. Brasília, Senado Federal, Centro Gráfico, 1980.[1]
- IBGE, aos 44 anos, cumprimentos pela data irregularidades no IBGE. Brasília, Senado Federal, Centro Gráfico, 1980.[1]
- Distribuição de renda no brasil. Brasília, Senado Federal, Centro Gráfico, 1980.[1]
- Governo contra o povo. Brasília, Senado Federal, Centro Gráfico, 1980?.[1]
- Em Defesa dos municípios pela rejeição do decreto-lei n. 1.755, de 31-12-79, mais um ato centralizador. Brasília, Senado Federal, Centro Gráfico, 1980.[1]
- Mordomias do IBC, viagem da delegação do IBC a Londres, paris e Veneza para tentar um novo acordo Brasília. Senado Federal, Centro Gráfico, 1980.[1]
- O Ministro da justiça e seus erros políticos. Brasília, Senado Federal, Centro Gráfico, 1980.[1]
- O Governo da controvérsia tem o poder, mas não tem o governo: tem a chefia, mas não tem a liderança. Brasília, Senado Federal, Centro Gráfico, 1980.[1]
- O Desgoverno que ameaça o Brasil. Brasília, Senado Federal, 1980.[1]
- Greve e o recurso dos injustiçados café: 15 anos de erros que estão custando caro ao Brasil. Brasília, Senado Federal, Centro Gráfico, 1980.[1]
- Paciência tem limite: imediatismo e submissão da política econômica aos interesses das multinacionacionais. Brasília, Senado Federal, Centro Gráfico, 1980.[1]
- A Situação econômico-financeira do pais. Brasília, Senado Federal, Centro Gráfico, 1980.[1]
- A Agricultura do modelo econômico vigente analise dos últimos 10 anos de descalabro da política a Brasília, Senado Federal, Centro Gráfico, 1980.[1]
- Em Defesa do pequeno produtor. Brasília, Senado Federal, Centro Gráfico, 1980.[1]
- Federação falida pressão do INCRA sobre a COTRIGUAÇU: Paraná exige moralidade e justiça. Brasília, Senado Federal, Centro Gráfico, 1980.[1]
- Mudança na política salarial suinocultura do sudoeste do estado do Paraná. Brasília, Senado Federal, Centro Gráfico, 1980.[1]
- Nota promissória rural por que deve mudar; café: os erros do esquema financeiro. Brasília, Senado Federal, Centro Gráfico, 1979.[1]
- O Engodo do imposto de renda sobre o 13º salário: interpelações ao Ministério da Industria e do Comércio. Brasília, Senado Federal, Centro Gráfico, 1979.[1]
- O Contrabando do café o modelo econômico e a política cafeeira. Brasília, Senado Federal, Centro Gráfico, 1979.[1]
- Por maiores precauções na alienação das terras publicas. Brasília, Senado Federal, Centro Gráfico, 1979.[1]
- Política cafeeira nacional. Brasília, Senado Federal, Centro Gráfico, 1979.[1]
- O Passeio do trigo do Paraná reforma partidária, artimanha para encobrir a gravidade da situação Brasília, Senado Federal, Centro Gráfico, 1979.[1]
- Política cafeeira incompetência ou ma fé? Brasília, Senado Federal, Centro Gráfico, 1979.[1]
- Concentração de poder o grande problema nacional. Brasília, Senado Federal, Centro Gráfico, 1979.[1]
- Reforma partidária institucionalização da democracia relativa e perpetuação do atual grupo político Brasília , Centro Gráfico, 1979.[1]